# Félix Giménez Gómez
Félix Giménez Gómez, más conocido como Félix de Guarania (Paraguarí, 20 de noviembre de 1924-Lambaré, 14 de marzo de 2011), fue un poeta, investigador y escritor paraguayo, militante comunista. Es reconocido como uno de los más importantes estudiosos de la lengua guaraní y el más grande poeta octosilábico del Paraguay en lengua castellana. De ascendencia indígena, pues sus abuelos maternos fueron mbya guaraní, escribió más de ochenta y cinco libros, entre las que figuran poemarios, dramaturgias, traducciones de obras clásicas del español al guaraní, biografías y diccionarios bilingües. Fue exiliado durante veintiséis años por la dictadura de Alfredo Stroessner, aun así, no abandonó el compromiso cultural con su país. Por sus publicaciones, militancia socialista y lucha a favor de la cultura indígena, es considerado un defensor de los derechos humanos y ha recibido numerosas distinciones.

## Biografía
Nació en Paraguarí, el 20 de noviembre de 1924 y su verdadero nombre fue Félix Giménez Gómez, siendo Félix de Guarania su seudónimo. Hijo de campesinos pobres, que migraron a la ciudad con el objetivo de encaminar la educación de sus hijos. 
Realizó sus estudios primarios y secundarios en su ciudad natal. En 1941 fue apresado por primera vez, a raíz de un discurso pronunciado en el colegio de su ciudad natal ante sus compañeros. Ingresó a la Facultad de Medicina en 1944, pero la tuvo que abandonar por ser aprehendido y luego recluido en el campo de concentración de prisioneros políticos llamado "Puesto Muñeca", en el lejano Mariscal Estigarribia del Chaco paraguayo; esta segunda detención se debió al contenido de su obra de teatro Mboriahu rekove, publicada y representada a pesar de haber sido puesta en el índex por el Departamento Nacional de Propaganda (DENAPRO), un organismo de censura y represión a la cultura de la dictadura militar del general Higinio Morínigo. En el campo de Puesto Muñeca fue víctima de una grave enfermedad a causa de los trabajos forzados en la construcción de rutas y tajamares y el inhumano escenario de vida en el que estaba obligado a desenvolverse. Luego de seis meses obtuvo su libertad y fue enviado en calidad de desterrado a varias poblaciones del interior del país, como Paraguarí, Ybycuí, Villarrica y finalmente a Ybytymí.
Volvió a la capital después de la apertura democrática de junio de 1946 y se inscribió a la Facultad de Derecho de la Universidad Nacional. Esta carrera fue de nuevo truncada por los sucesos del 13 de enero de 1947 que condujeron a la guerra civil paraguaya. Entonces, fue demorado e internado en la cárcel pública de Asunción casi dos años y obtuvo su libertad recién a principios del año 1949. 
En 1960 empezó la carrera de Letras en la Facultad de Filosofía de la Universidad Nacional de Asunción. Pero fue nuevamente víctima de persecución política, esta vez por parte de la dictadura de Alfredo Stroessner, por lo que fue expulsado del Paraguay en 1963. En el exilio, fue primeramente a la Argentina (donde le esperaban su esposa y cuatro hijos), luego a La Habana, a algunos países de América Latina y finalmente a Europa.
A partir de 1968 disfrutó de una mayor estabilidad y tranquilidad, cuando se trasladó a la Unión Soviética, país donde trabajó durante cinco años dentro de una empresa editora como estilista, y en una emisora moscovita. Allí dictó un curso al claustro de profesores de la Facultad de Filología de la Universidad Patrice Lumumba de Moscú, llamado: Orígenes y Leyes del Lenguaje Aplicados al Idioma Guaraní, basado en la obra del lingüista correntino Alfredo T. Martínez. A cambio, la misma institución educativa le brindó asistencia científica para realizar sus investigaciones acerca del idioma guaraní.
En 1989, merced a la caída de la dictadura de Alfredo Stroessner, regresó a vivir al Paraguay, radicando en la ciudad de Lambaré del Departamento Central, dedicándose desde entonces principalmente a la docencia, investigación y creación de libros. La mayor parte de sus publicaciones corresponden al período entre dicho año y el 2010. A fin de obtener más beneficios económicos, él mismo se encargó del costo de publicación de la mayoría de sus obras a través de una editorial particular. En un acto cultural, donó al Centro Cultural de la República del Paraguay El Cabildo, uno de sus cuadernos originales de poemas escritos en su juventud, durante la década de 1940. Desde el 2008 su salud se encontró muy deteriorada debido a la diabetes que padecía, por lo que tuvo que retirarse de la docencia. A pesar de esto, hasta sus últimos días, se siguió dedicando al estudio y trabajos sobre el guaraní, además de la publicación de sus conocimientos, investigaciones y resultados. Falleció el 14 de marzo de 2011 como consecuencia de complicaciones diabéticas, a la edad de 86 años.

## Obras
- Pétalos, 1942; poemario.
- A tiempos de nostalgia en 1942 (reeditado en 1992): poemario en español publicado en Paraguarí originalmente.
- Mboriahu rekove, 1944: dramaturgia, que luego de ser estrenada le costó 6 meses de cárcel y trabajos forzados.
- Poemas de noche y alba, 1954.
- Penas brujulares, 1963.
- ¡Despierten las palabras!, 1986.
- Tojevy kuarahy, 1989: en guaraní.
- Curso práctico de idioma guaraní, 1992.
- Diccionario Mitamî (Niñito), 1995: diccionario guaraní-castellano castellano-guaraní para niños.
- Che irûnguéra (Compañeros), 1997.
- El Cristo de Collar y otros cuentos, 1997: narrativa en edición bilingüe.
- Diccionario Ñe'ê aty mirî, español-guaraní guaraní-español, 1997.
- Gran diccionario Katygara, 1998.
- Me identifico, 1999: poemas.
- Julio Correa, imagen de nuestra tierra, 1999: biografía y selección de obras de ese autor popular.
- Cuentos clandestinos, 2000.
- De la sabiduría popular, 2000.
- Scapin poromoñuhangue. Kuña jejapo ñeñembohoryha. Mbaretepegua ñemonenda, 2000: Molière en guaraní.
- Paraguay Cultural, 2000: texto de historia utilizado en la cátedra en la cual daba clases dentro del Instituto Superior de Bellas Artes, de Asunción.
- Tekoa’anga: obra de teatro popular en guaraní, 2001.
- Martín Fierro traducido al guaraní, 2001.
- Estos son mis testigos y mi testimonio 2003: relata sobre las décadas de represiones, torturas y otras violaciones a los derechos humanos contra el pueblo paraguayo durante las tiranías del general Higinio Morínigo (1940-1948) y del general Alfredo Stroessner (1955-1989).
- Pohâ ñana rehegua mba'ekuaâ (Acerca de las plantas medicinales), 2002.
- Esopo guaraníme (E. en guaraní), 2004.
- Ñe’erekokatu ha ñe’ê morangatu, 2004: gramática y literatura guaraní.
- Mitos y leyendas en guaraní, 2007.
- Tabla sinóptica para una nueva gramática guaraní, 2008: tesis de maestría.
- Tekoanga rire, tekoanga jevy (Después de Teatro, Teatro), 2009; publicación bilingüe.
- GUARANI KUAARETA. Ñe’êypy rechauka. Ñe’ê rekokatu kuaa / Enciclopedia-Diccionario etimológico gramatical del idioma guaraní, 2010.
- Ortografía razonada de la lengua guaraní.
- Enciclopedia "Nuevo Arte y Tesoro de la Lengua Guaraní".
- Diccionario “Ñande ayvu tenonde porãngue’i”.
- Kuimba’e katupyry ño Quijote yvyunga: traducción de fragmentos de El Quijote al guaraní.
- Traducción al guaraní de fragmentos de la Biblia al guaraní.
- Traducción al guaraní de obras de Bécquer.
- Traducción al guaraní de obras de Federico García Lorca.

1. mitos y leyendas en guarani...

Realizó también ediciones antológicas dedicadas a conocidos representantes de la poesía popular paraguaya e internacional, como Carlos Miguel Jiménez, Antonio Ortiz Mayans y Emiliano R. Fernández.

## Premios, distinciones y homenajes
- Plaqueta Homenaje de la Poesía Local (XX Edición del Festival del lago de Ypacaraí).
- Homenaje del Festival del Takuare'ê.
- Mención del premio literario municipal, en 1992.
- Plato Los 12 del Año otorgado por Radio 1° de Marzo (Paraguay), en 1992.
- Condecoración al Mérito en el grado de "Comendador", por el gobierno nacional de su país, en 1995.[4]
- Fue declarado hijo dilecto de la Ciudad de Asunción en el año 2005.[5]
- Reconocimiento “La utilidad de la virtud” (La Habana, Cuba), 2006: máxima distinción que otorga la Sociedad Cultural José Martí, por su larga trayectoria como intelectual e incansable luchador en defensa de su pueblo y su cultura.[6]
- Doctor honoris causa por la Universidad Nacional de Asunción, en el año 2007.[7] "Por ser una figura de alto relieve intelectual y cultural [...] uno de los poetas y escritores en guaraní de mayor relevancia en el Paraguay [...] que se ha distinguido por sus gestiones a favor de la difusión de la cultura paraguaya".[8]
- La Academia Literaria del Colegio Nacional de Lambaré adoptó el nombre del poeta como denominación oficial, realizó un festival y publicó una revista cultural en su honor.[9]
- El Centro Cultural de la República El Cabildo del Congreso de la Nación, lo distinguió como “Maestro del Arte 2009”, en el área de literatura.[4]
- Orden Nacional del Mérito en el Grado de “Gran Cruz”, máxima distinción al que puede acceder un ciudadano paraguayo, 2009.[10]
- Doctor en Lengua y Cultura Guaraní, por el Ateneo de Lengua y Cultura Guaraní de Asunción, Paraguay.[11]
- Condecoración al Mérito en el grado de Comendador, Orden Nacional del Mérito en el Grado de “Gran Cruz”.
- Distinción la Utilidad de la Virtud concedido por el gobierno de Cuba.
- Caballero de la orden nacional al mérito de la República Popular de Mongolia.
- Orden nacional al mérito cultural de la URSS.

## Expresiones sobre el guaraní
“Dentro de 50 años el guaraní será un recuerdo si no se cuida”.
"Con las traducciones pretendo demostrar que el guaraní es una lengua que vale, que está en condiciones de reflejar los sentimientos y los pensamientos que se dan en los otros idiomas. Que nosotros no estamos atrás de los idiomas, el guaraní es un idioma actual, desarrollado, solo que nosotros lo hemos marginado, lo hemos dejado atrás, no le hemos cuidado y resultó que por obra y gracia de nosotros mismos, lo hemos empobrecido, lo hemos mezclado ensuciándolo. Porque el guaraní no necesita de ese jopará, de ese jehe'a que es una barbaridad, ninguna otra lengua tiene el problema que nosotros tenemos".
"En cuanto a la gráfica moderna, su principal acierto consiste en su sencillez y la exactitud con que se representan los sonidos del guaraní".
Félix de Guarania no dejó de escribir hasta el día de su muerte, tal y como lo citó en múltiples ocasiones: “Moriré con la pluma en la mano”.